# Люк Госс
Люк Деймон Госс (англ. Luke Damon Goss; нар. 29 вересня 1968, Велика Британія) — англійський актор, продюсер і співак.

## Біографія
Люк Госс народився у 1968 році у Лондоні (Велика Британія). У нього є брат-близнюк, Метт, від якого Люк старший на 11 хвилин і зведений брат Адам (батьки Люка розлучилися, коли йому було п'ять років, і мати одружилася знову).
У 1986 Люк з братом створили групу «Bros». До її складу також увійшов Крейг Логан. У групи було 13 синглів і три успішних альбоми (один з них у Великій Британії був проданий тиражем 250 000 копій), два рази вони їздили у світове турне. Отримували премію як найкращий музичний дебют.
Незважаючи на це, у 1990 році група розпалася, проте у 2004 Bros випустили четвертий альбом, до якого увійшли найкращі композиції попередніх альбомів.
Після того, як у 1992 році група розпалася Госс став виступати соло у складі власної групи «Luke Goss and the Band Of Thieves» (Люк Госс і Банда Злодіїв). Він випустив чотири сингли, але після цього його музична діяльність припинилася.
Після п'яти років успіху у музиці Госс написав автобіографію «Я вам нічого не винен» (I Owe You Nothing), яка кілька тижнів була у десятці найкращих бестселерів. Також він почав грати у мюзиклах, включаючи «Grease» і «What a Fee ling!».
З 1994 року Люк одружений зі співачкою Ширлі Льюїс, і має одну пасербицю, Карлі. З січня 2007 року вони живуть у Лос-Анджелесі.
Кар'єру у кіно Люк Госс почав з 2000 року, знявшись у фільмі «The Stretch». Широку популярність всьому світі йому принесли ролі у фільмах Гільєрмо дель Торо «Хеллбой 2: Золота армія» і «Блейд II».

## Фільмографія
| Рік  |    | Українська назва                          | Оригінальна назва           | Роль                                            |
| ---- | -- | ----------------------------------------- | --------------------------- | ----------------------------------------------- |
| 2002 | ф  | Блейд II                                  | Blade II                    | Джаред Номак                                    |
| 2002 | ф  | Зигзаг                                    | ZigZag                      | Кадиллак Том                                    |
| 2004 | с  | Франкенштейн                              | Frankenstein                | Потвора Франкенштайна                           |
| 2004 | ф  | Срібний яструб                            | Fei Ying                    | Александр                                       |
| 2005 | ф  | Чоловік                                   | The Man                     | Джої / Кейн                                     |
| 2006 | ф  | Одна ніч з королем                        | One Night with the King     | Ксеркс I                                        |
| 2006 | в  | Найманець                                 | Mercenary for Justice       | Джон Дрешем                                     |
| 2008 | ф  | Хеллбой 2: Золота армія                   | Hellboy II: The Golden Army | принц Нуада                                     |
| 2009 | с  | Межа                                      | Fringe                      | Ллойд Парр (епізод "A New Day in the Old Town") |
| 2010 | ф  | Теккен                                    | Tekken                      | Стів Фокс                                       |
| 2010 | тф | Вітчвіль: Місто відьом                    | Witchville                  | король Малакі                                   |
| 2010 | ф  | Перейти межу                              | Across the Line             | Деймон                                          |
| 2010 | в  | Смертельні перегони 2: Франкенштейн живий | Death Race 2                | Карл Лукас                                      |
| 2013 | в  | Смертельні перегони-3: Пекло              | Death Race 3: Inferno       | Карл Лукас                                      |
| 2015 | ф  | Нічна бригада                             | The Night Crew              | Вейд                                            |